# Pränatalpsychologie

Schemazeichnung von Fötus mit Nabelschnur und Plazenta

Die Pränatalpsychologie lässt sich zwar als ein Teilgebiet der Entwicklungspsychologie auffassen, historisch gesehen entwickelte sich jedoch ein Großteil der pränatalpsychologischen Annahmen, Theorien und Spekulationen innerhalb des heterogenen Gebietes der Psychoanalyse. Insofern bezeichnet der Begriff Pränatalpsychologie häufig interdisziplinäre Ansätze, die mehrere Teildisziplinen der Psychologie und angrenzender wissenschaftlicher Gebiete verbinden. Das gilt bereits für die Theorien von Otto Rank, der 1924 das Buch Das Trauma der Geburt und seine Bedeutung für die Psychoanalyse veröffentlichte. Darin beschäftigte er sich mit den psychischen Folgewirkungen der Geburt und ebenso mit Überlegungen zum pränatalen Erleben des Fötus. Rank knüpfte bereits die Verbindung zwischen Pränatalpsychologie und einer (psychoanalytischen) Kulturtheorie.
Begrenzt man den Inhalt der Pränatalpsychologie allerdings im Sinne der akademischen Psychologie, dann besteht ihr Gegenstand in der Beschreibung und Erklärung von Erleben und Verhalten während der pränatalen Zeit. Sofern das Geburtsgeschehen selbst und die erste Zeit danach ebenfalls thematisiert werden sollen, spricht man von prä- und perinatal-psychologischen Aspekten. Auch in diesem Sinn kann nach den postnatalen Auswirkungen der pränatalen Zeit gefragt werden.
Eine verbreitete Annahme zur Pränatalzeit war die, dass der Fötus von Außenreizen praktisch vollständig abgeschirmt sei. Daher würden sich Wahrnehmung und Bewusstsein erst nach der Geburt entwickeln. Mittlerweile liegen allerdings empirische Befunde vor, die zeigen, dass Verhalten und vermutlich auch Erleben bereits pränatal entstehen. Dies gilt auch für den subhumanen Bereich: akustische Konditionierung beispielsweise lässt sich u. a. an Rattenföten nachweisen.

## Psycho-physiologische Aspekte der Pränatalzeit

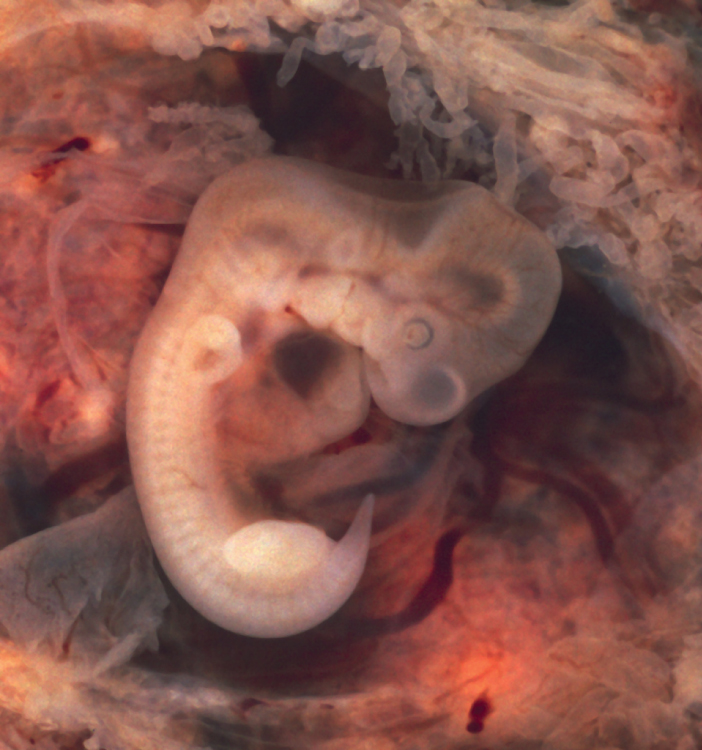
Embryo, 7. Woche

Die körperliche Entwicklung während der Pränatalzeit – insbesondere die des Gehirns – ist von besonderer Bedeutung für die Pränatalpsychologie. In den ersten acht Wochen nach der Befruchtung der Eizelle wird das heranreifende Kind als Embryo bezeichnet. Nachdem die inneren Organe ausgebildet sind (ab der neunten Entwicklungswoche) wird die Bezeichnung Fötus (oder Fetus) verwendet.

### Pränatale Entwicklung des Gehirns

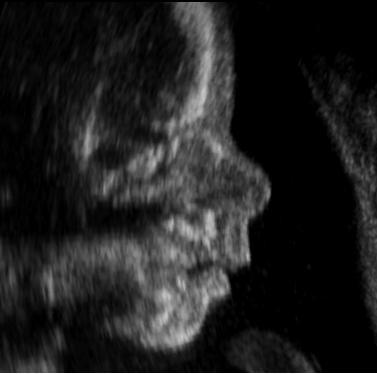
Kopf eines Fötus, 22. Woche, Ultraschallaufnahme

Die Grundlage von Wahrnehmung, Erleben und Verhalten ist das Gehirn. Während der Gestationszeit entsteht ein riesiges neuronales Netzwerk, die Grundlage jeder menschlichen Erfahrung. Ungefähr die Hälfte der entstehenden Neuronen wird während der Gehirnentwicklung durch „programmierten Zelltod“ (Apoptosis) wieder zerstört. Zum Zeitpunkt der Geburt hat das kindliche Gehirn mit etwa 100 Milliarden ebenso viele Neuronen wie das eines Erwachsenen. Jede kortikale Nervenzelle ist dann synaptisch mit etwa 2500 Zellen verbunden, nach einem Jahr mit etwa 15 000. Synapsen werden während des ganzen Lebens neu gebildet und aufgelöst (neuronale Plastizität).

### Motorische Entwicklung
Der Physiologe Davenport Hooker untersuchte in den 30er Jahren des zwanzigsten Jahrhunderts Reflexe bzw. Reaktionen von abgetriebenen Föten extrauterin. Die motorischen Fertigkeiten von Embryo und Fötus lassen sich mittlerweile mit Hilfe der Ultraschalltechnik vergleichsweise gut empirisch untersuchen. Ab der 8. Woche bewegt der Embryo bereits den Rumpf, kurz danach zeigen sich Bewegungen der Extremitäten. Mit Hilfe der Ultraschalltechnik ließ sich nachweisen, dass es sich hierbei nicht nur um Reflexe handelt, sondern auch um endogen ausgelöste Bewegungen. Nach Auffassung von Alessandra Piontelli zeigt der Fötus alle Bewegungsmuster, die später dann auch beim neugeborenen Baby gefunden werden.
Atembewegungen sind ab der 10. Woche beobachtbar, dabei wird Fruchtwasser in die Lungen aufgenommen. Ab der 18. Woche lassen sich Augenbewegungen nachweisen, ab der 23. Woche entstehen rapid-eye-movements (REM-Phasen). Diese hängen wohl mit Schlafmustern und Träumen zusammen. Föten trinken Fruchtwasser und geben Urin in das Fruchtwasser ab.

### Wahrnehmungsentwicklung und pränatales Lernen
Die Sinnesmodalitäten des Fötus entstehen während der Pränatalzeit und sind zum Zeitpunkt der Geburt weit entwickelt. Ihre Erforschung und die Bestimmung des Zeitpunkts ihrer ersten Funktionsfähigkeit ist meist an experimentelle Untersuchungen von Verhalten gebunden, das durch Reize ausgelöst wird. Forschungen zu pränatalem Lernen gibt es seit ca. 100 Jahren. Ray experimentierte in den 30er Jahren des zwanzigsten Jahrhunderts mit vibro-akustischer Konditionierung von menschlichen Föten. Nach Hepper blieb aber unklar, ob diese Konditionierungen erfolgreich verliefen. Spelt wiederholte 1948 diese Experimente. Der unbedingte Stimulus (UCS) war ein lautes Geräusch, der konditionierte (CS) eine Vibration. Die Reaktionen wurden über etwa drei Wochen beibehalten, bevor Extinktion stattfand (Verschwinden der Reaktion, nachdem der CS wiederholt ohne den UCS dargeboten wurde). Hepper hat wiederum Spelts Studie erfolgreich reproduziert. Die früheste vibro-akustische Konditionierung gelang ihm in der 32. Schwangerschaftswoche.
Zur Untersuchung von pränatalem Lernen wird häufig das Habituations-Paradigma eingesetzt. Der Fötus wird dabei einem (oftmals akustischen) Reiz ausgesetzt. Anschließend beobachtet der Experimentator die Abnahme von Reaktionen auf den wiederholt dargebotenen Reiz. Dieses Verfahren wird oft durch das Aufzeichnen der Reaktion auf einen neuen Reiz ergänzt. Wenn der neue Reiz vom Fötus als anders identifiziert wird, löst er ein neues Reaktionsmuster aus, z. B. Erhöhen der Herzfrequenz. Das unterbleibt, wenn der neue Reiz vom alten Fokalreiz nicht unterschieden werden kann.
In einer empirischen Untersuchung von 1991 wurde eine akustische Habituation durch Registrieren der Herzfrequenz bei Föten ab der 28. Schwangerschaftswoche nachgewiesen.
Mit derartigen Verfahren können verschiedene Gedächtnissysteme untersucht werden. Daraus ergaben sich Hinweise darauf, dass sowohl ein funktionierendes Kurzzeitgedächtnis ab der 30. Schwangerschaftswoche existiert und ebenso ein funktionierendes Langzeitgedächtnis ab der 34. Schwangerschaftswoche. Offenbar kann der Fötus mindestens 4 Wochen lang Gedächtnisinhalte speichern und anschließend wieder aufrufen.
Der wohl früheste Nachweis einer vibro-akustischen Habituation gelingt bei Föten in der 22. Schwangerschaftswoche. Wissenschaftler vermuten, dass Habituation auf Geschmacksreize bereits früher möglich ist. Der Nachweis einer solchen Habituation gelang auch bei fötalen Ratten. Pränatales Lernen ist nicht auf den Menschen beschränkt.
Babys erinnern musikalische Muster, die sie pränatal gehört hatten, wie u. a. die Forschungen von W. Ernest Freud zeigten. Der empirische Nachweis erfolgt über das Registrieren von Herzfrequenz und motorischer Aktivität. Auch der Spracherwerb basiert offenbar auf pränatalem Lernen, wie die bekannte Studie von DeCasper und Fifer aus dem Jahr 1980 nahelegt. Diese Untersuchung verwendete ein operantes Konditionierungsparadigma: Mit Hilfe seiner Saugaktivität konnte das Baby ein Tonband umschalten von der Stimme der Mutter auf eine fremde Stimme – und zurück. Die Babys wählten ihre Saugfrequenz so, dass sie häufiger die Stimme der Mutter hörten. Da die Babys noch keine drei Tage alt waren, spricht das dafür, dass sie diese Stimme pränatal gelernt hatten.
Zahlreiche empirische Befunde sprechen dafür, dass pränatales Lernen stattfindet. Menschliche und auch tierische Föten sind in der Lage, Reize zu unterscheiden, auf externe Reize zu reagieren und zeitlich nachfolgende Reaktionen auszuführen, die eindeutig auf pränatal entstandene Gedächtnisinhalte verweisen.

### Auswirkungen von pränatalem Stress
Experimentelle Untersuchungen sind auf diesem Gebiet eher selten. In einer Studie wurden die Auswirkungen von sehr leichtem, künstlich ausgelöstem Stress auf Mütter und ihre Föten untersucht. Wenn die Herzfrequenz der Mütter anstieg, reagierten die Föten mit größerer Variabilität der Herzfrequenz und einem Rückgang ihrer motorischen Aktivität. Die Mechanismen dieser Übermittlung der physiologischen Parameter sind bislang unklar. Jedenfalls reagieren die Föten auch auf bewusst herbeigeführte Entspannung ihrer Mütter mit dem Rückgang von Herzfrequenz und motorischer Aktivität.
Zahlreiche Untersuchungen zu den Auswirkungen von pränatalem Stress sind epidemiologisch und somit korrelativ angelegt. Entsprechend vorsichtig sind sie in ihrer Aussagekraft zu bewerten. Die Literatur zu diesem Thema ist mittlerweile kaum mehr überschaubar.
Im Zuge der Untersuchung der „fetal programming“-Hypothese von Barker sind zahlreiche Studien durchgeführt worden. Entsprechend der Hypothese Barkers begünstigten bzw. verursachen stressreiche Bedingungen in der Schwangerschaft spätere Erkrankungen, womöglich unter Auslösung epigenetischer Veränderungen des genetischen Materials.
Ein Übersichtsartikel von 2010 fasst die Ergebnisse zahlreicher Studien an Tieren zusammen, die eine negative Beeinflussung der Gehirnentwicklung durch pränatalen Stress zeigten. Psychische Folgen wie Lern- und Gedächtnisprobleme als Folge dieser physischen Beeinträchtigung werden auch für den Menschen diskutiert. Hier gilt das Forscherinteresse vor allem dem erschwerten Spracherwerb, der Zunahme von Autismus, Depression im Erwachsenenalter, beeinträchtigter kognitiver Entwicklung und erhöhter Ängstlichkeit. Auch mütterliche Depressionen während der Schwangerschaft wirken sich negativ auf den Fötus aus: Die Föten werden offenbar aktiver, ihr EEG ist verändert, ihr Geburtsgewicht verringert sich, ihr Wachstum ist verlangsamt und Frühgeburt kommt häufiger vor. Der Hormonstatus der Neugeborenen ähnelt oft dem ihrer Mütter mit erhöhten Cortisolwerten und verringerten Serotonin- und Dopaminspiegeln.
Das Schmerzerleben scheint intrauterin bereits ausgebildet zu sein. Studien zeigen unterschiedliche Hormonausschüttung bei Föten, je nachdem ob eine Punktion einer Vene außerhalb oder innerhalb des fötalen Körpers erfolgt (erhöhte Ausschüttung des Stresshormons Cortisol und von Beta-Endorphin). Dies wird als Evidenz für fötales Schmerzerleben gewertet.

## Pränatalpsychologische Theorien und Forschung aus dem Gebiet der Psychoanalyse und der Tiefenpsychologie
In der Psychoanalyse ist die Annahme eines fötalen Seelenlebens umstritten. Freud ging davon aus, dass die Geburt das erste ängstigende Ereignis im Leben des Menschen sei. Allerdings habe dieses Ereignis keinen psychischen Inhalt, da der Fötus über kein Objekt verfüge.
Die meisten psychoanalytischen Theorien verorten die Entwicklung von Objekten, Selbst und Bewusstsein in die postnatale Zeit der frühen Kindheit. Einige Psychoanalytiker gehen jedoch ausdrücklich davon aus, dass prä- und perinatalpsychologische Aspekte für bestimmte Symptombildungen verantwortlich sind. Zu diesen Theoretikern gehören neben Rank auch Nandor Fodor, Francis J. Mott, Donald Winnicott, Gustav Hans Graber und Ludwig Janus. Ihren pränatalpsychologischen Theorien aus dem Gebiet der Psychoanalyse und der Tiefenpsychologie ist die Annahme gemeinsam, dass die Strukturierung des Unbewussten bereits in der vorgeburtlichen Zeit beginnt. Demnach macht der Fötus frühe emotional relevante Erfahrungen. Dazu gehören beispielsweise Wahrnehmungen in den verschiedenen Sinnesmodalitäten, Sauerstoffmangelzustände, Angstsituationen und Stresserfahrungen, die erinnerungsfähig verinnerlicht werden. Mit einer wie auch immer gearteten Erinnerung an diese frühen Erlebnisse kommt das Baby zur Welt.
In der Psychoanalyse werden prä- und perinatale Themen gewöhnlich als Phantasien angesehen. Der manifest pränatale Inhalt – etwa das Schwimmen unter Wasser, der Aufenthalt in Höhlen, das Kämpfen mit Unterwassermonstern – wird dann als zeitliche Rückprojektion in die frühe Phase verstanden. Janus geht davon aus, dass in vielen psychoanalytischen Ansätzen enge inhaltliche und phänomenologische Bezüge zu pränatalpsychologischen Überlegungen bestehen, wobei aber eine explizite Referenz fehle. Janus schrieb daher von der „verborgenen Präsenz der vorgeburtlichen Lebenszeit“ in den Arbeiten von Psychoanalytikern wie Sándor Ferenczi, Carl Gustav Jung, Melanie Klein, Béla Grunberger, Françoise Dolto und weiterer.

### Otto Rank

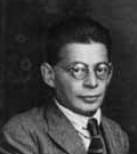
Otto Rank 1929

Geburtsphasen

Im Jahr 1924 veröffentlichte Otto Rank (1884–1939) sein Buch Das Trauma der Geburt und seine Bedeutung für die Psychoanalyse. Im Zuge von theoretischen und persönlichen Konflikten zwischen Freud und Rank kam es schließlich zum Bruch ihrer Freundschaft. Rank ging davon aus, dass jede Geburt zu einem überwältigenden Angsterlebnis des Fötus führe (universales Geburtstrauma). Er vermutete, dass dieses Trauma der Auslöser für zahlreiche Ängste werden könne. Er nahm weiter an, dass zumindest die späte pränatale Zeit in bestimmten Aspekten erinnert werden kann. Somit hatte Rank bereits eine Pränatalpsychologie entwickelt. Diese wandte er auf kulturelle Aspekte an. Er verstand beispielsweise die christlichen Höllenvorstellungen als Folgewirkungen der „Intrauterin-Situation mit negativen Vorzeichen“. In seinem Buch beschäftigte er sich mit der Interpretation von Symbolen, Kunstwerken und Mythen im Lichte prä- und perinatal-psychologischer Annahmen.

### Gustav Hans Graber
Gustav Hans Graber (1893–1982), ein Schweizer Psychoanalytiker, war ein Pionier der prä- und perinatalen Psychologie. Seine Dissertation Die Ambivalenz des Kindes wurde von Freud abgelehnt. Grabers Ansatz ähnelt dem von Rank, dessen Buch im gleichen Jahr erschienen war. Graber wurde 1971 Mitbegründer und erster Vorsitzender der Internationalen Studiengemeinschaft für pränatale Psychologie in Wien.

### Donald W. Winnicott
Donald W. Winnicott (1896–1971) beschäftigte sich mit sehr frühen Formen der Symbolbildung. Er beschrieb in verschiedenen Kasuistiken das Wiederauftauchen perinataler Erlebnisse. So kletterte ein fünfjähriger Junge in Winnicotts Therapiesitzungen auf ihm herum, kroch durch seine Jacke und rutschte dann am Hosenbein entlang auf den Boden. Diesen Vorgang wiederholte er immer wieder. Winnicott deutete das Spiel als Regression und als Wiederholung der Geburt. Er nahm an, dass manche Babys aufgrund von Problemen bei der Geburt (z. B. Sauerstoffmangel) ein paranoides Erleben entwickeln. Insbesondere psychosomatische Symptome (wie Kopfschmerzen, Brust- und Atembeschwerden und regelrechte Erstickungsgefühle) interpretierte er als mögliche Folgewirkungen von perinatalen Problemen. Die Konzeption eines universalen Geburtstraumas lehnte er jedoch ab.

### Nandor Fodor
In seinem Werk The search for the beloved von 1949 führte der britisch-amerikanische Psychoanalytiker Fodor (1895–1964) bestimmte Angstformen auf unverarbeitete Geburtserlebnisse zurück. Darin folgte er weitgehend dem Entwurf von Rank. Fodor beschäftigte sich außerdem mit Träumen, Zuständen von Luftnot, Klaustrophobie und sexuellen Störungen, deren Genese er in einen Zusammenhang mit prä- und perinatalen Gegebenheiten stellte.

### Francis John Mott
Francis J. Mott (1901–1980) war ein Schüler von Fodor. Er war wohl der erste Theoretiker, der sich mit der Plazenta als erstem Objekt des Fötus auseinandersetzte. Er schrieb, dass der Fötus die Plazenta als „blutsaugendes Monster“ fürchte oder auch als „Fütterer“ oder „Lebensspender“ erlebe. Er ordnete pränatalpsychologische Aspekte in einen größeren mystischen Bezug zur Ordnung des Universums ein, was sein Werk letztlich zu einem hochspekulativen, quasi-religiösen Entwurf macht.

### Pränatalpsychologie und LSD-Forschung
Wichtige Impulse für die tiefenpsychologische Betrachtung der Pränatalzeit stammen aus der LSD-Forschung. Der deutsche Psychiater Hanscarl Leuner (1919–1996) und der tschechische Psychiater Stanislav Grof (* 1931) leisteten hier Pionierarbeit.
1962 beschrieb Leuner in Die experimentelle Psychose die Erlebnisse seiner Patienten unter LSD-Einfluss. Ohne dass er damals selbst eine Beziehung zu pränatalem Erleben des Fötus herstellte, wirken diese halluzinativen Szenen wie Reaktivierung prä- und perinataler Erlebnisse. Manche Patienten halluzinierten beispielsweise Kämpfe mit Kraken oder Spinnen, die von Pränatalpsychologen als prototypische Symbole der Plazenta verstanden werden. Grof interpretierte in Topographie des Unbewussten von 1975 das Erleben seiner Patienten im LSD-Rausch unmittelbar mit Hilfe seiner pränatalpsychologischen Konzeptionen (den sog. „perinatalen Matrizen“). Wie zahlreiche Pränatalpsychologen stellte er im Lauf seiner Theorieentwicklungen zunehmend diese pränatalpsychologischen Überlegungen in einen quasimystischen Zusammenhang mit umfassenden Weltentwürfen. Gleichwohl beeinflusste Grof die Arbeit von deMause, der die metaphysischen Implikationen nicht übernahm.

### Lloyd deMause
Der US-amerikanische Sozialwissenschaftler Lloyd deMause (1931–2020) kompilierte in einem Essay von 1981 sowohl die diversen psychoanalytischen Theorieansätze zur Pränatalzeit als auch die damals bereits zahlreichen empirischen Befunde zu den physiologischen Besonderheiten der menschlichen Ontogenese. Eine große Rolle spielt dabei die Versorgung des Fötus durch die Plazenta, insbesondere mit Sauerstoff. Daraus entwickelte deMause seinen eigenen Ansatz, der nach wie vor den umfassendsten Entwurf einer Pränatalpsychologie darstellt. Er geht davon aus, dass die Plazenta zum ersten besetzten Objekt des Fötus wird, und zwar in zwei voneinander gespaltenen Versionen, einer positiven und einer negativen, die er „ernährende“ und „vergiftende“ Plazenta nannte. DeMause nahm an, dass es in jeder Schwangerschaft – insbesondere gegen Ende – zu Problemen der Sauerstoffversorgung des Fötus kommt. Aus physiologischen Gründen sei die Plazenta dann nicht mehr in der Lage, die Sauerstoffversorgung ausreichend zu leisten. Dies führe beim Fötus zu Not- und Mangelzuständen. Prä- und perinatales Erleben erzeuge eine Art psychisches Skript, also eine Art Schablone, auf der die späteren Erlebnisse eingeordnet und verinnerlicht würden. Er nannte das pränatale Erleben von abwechselnd guten und schmerzhaften Zuständen das „fötale Drama“. Das Geburtserleben wertete deMause weniger als Trauma, vielmehr betonte er die Rolle der Geburt als eine Art Befreiung aus dem engen Raum des Uterus und der Mangelversorgung mit Sauerstoff am Ende der Schwangerschaft. Neben den genuin pränatalpsychologischen Überlegungen entwickelte deMause vor allem seinen Ansatz einer Psychohistorie, also eines Systems von kulturpsychologischen Theoremen, das geschichtliche Abläufe und Phänomene mit psychologischen Aspekten verbinden soll. Dabei spielen insbesondere kindheitshistorische und pränatalpsychologische Gesichtspunkte eine zentrale Rolle.

### Ludwig Janus
Ludwig Janus (* 1939) ist ein deutscher Psychotherapeut und Psychoanalytiker mit dem Schwerpunkt pränatale und perinatale Psychologie und Medizin. Er geht davon aus, dass vorgeburtliche und geburtliche Belastungen Langzeitwirkungen auf die psychische Entwicklung haben können. Janus rekonstruierte eine verdeckte wissenschaftliche Tradition innerhalb der Psychoanalyse: In seinem Buch Die Psychoanalyse der vorgeburtlichen Lebenszeit und der Geburt (1989) zeigte er pränatalpsychologische Aspekte etwa in den Werken von Melanie Klein und Donald Winnicott auf.

### Alessandra Piontelli
Die italienische Neuropsychiaterin Alessandra Piontelli (* 1945) legte 1992 eine empirische Studie zum Verhalten reifer Föten vor, in der sie Ergebnisse ihrer Untersuchungen von elf Föten mit Hilfe der Ultraschall-Technik (Sonographie) darstellte. Auch in späteren Anschlussuntersuchungen von Zwillingsschwangerschaften zeigte sich ein komplexes Verhaltensrepertoire der Föten, die sich untereinander stark durch ihre Formen der Aktivität unterschieden. Sie reagieren auf Reize in komplexer Weise. Piontellis Studie legte nahe, dass bestimmte pränatale Erlebnisse das postnatale Leben stark bestimmen. Psychische Merkmale wie etwa verstärkte orale Aktivität sind vorgeburtlich erkennbar und zeigen sich auch nachgeburtlich. Nachuntersuchungen im Kleinkindalter wurden von ihr auf psychoanalytische Weise interpretiert. Es zeigte sich eine weitgehende Kontinuität von prä- und postnataler Entwicklung. Die Studie von Piontelli ist insofern bemerkenswert, als sie zum einen empirische Daten erhebt und zum anderen Einzelfälle prä- und postnatal im Sinne einer Längsschnittstudie untersucht. Die Untersuchung zeigt also eine Kombination sowohl des Wissenschaftsverständnisses der akademischen Psychologie als auch der Hermeneutik der psychoanalytischen Schulen. Das macht diese Studie ausgesprochen illustrativ und einzigartig in der wissenschaftlichen Landschaft.